# Salia anna
Salia anna là một loài bướm đêm trong họ Noctuidae.